# Hydriomena mirabilis
Hydriomena mirabilis là một loài bướm đêm trong họ Geometridae.